# ایتون‌ویل (فلوریدا)
ایتون‌ویل (به انگلیسی: Eatonville) شهرکی در شهرستان اورنج ایالت فلوریدا است که در سال ۱۸۸۷ بنیان‌گذاری شده‌است. این شهرک طبق سرشماری سال ۲۰۱۰ میلادی، ۲٬۱۵۹ نفر جمعیت داشته و مساحت آن نیز ۲٫۹ کیلومتر مربع است.

## نگارخانه

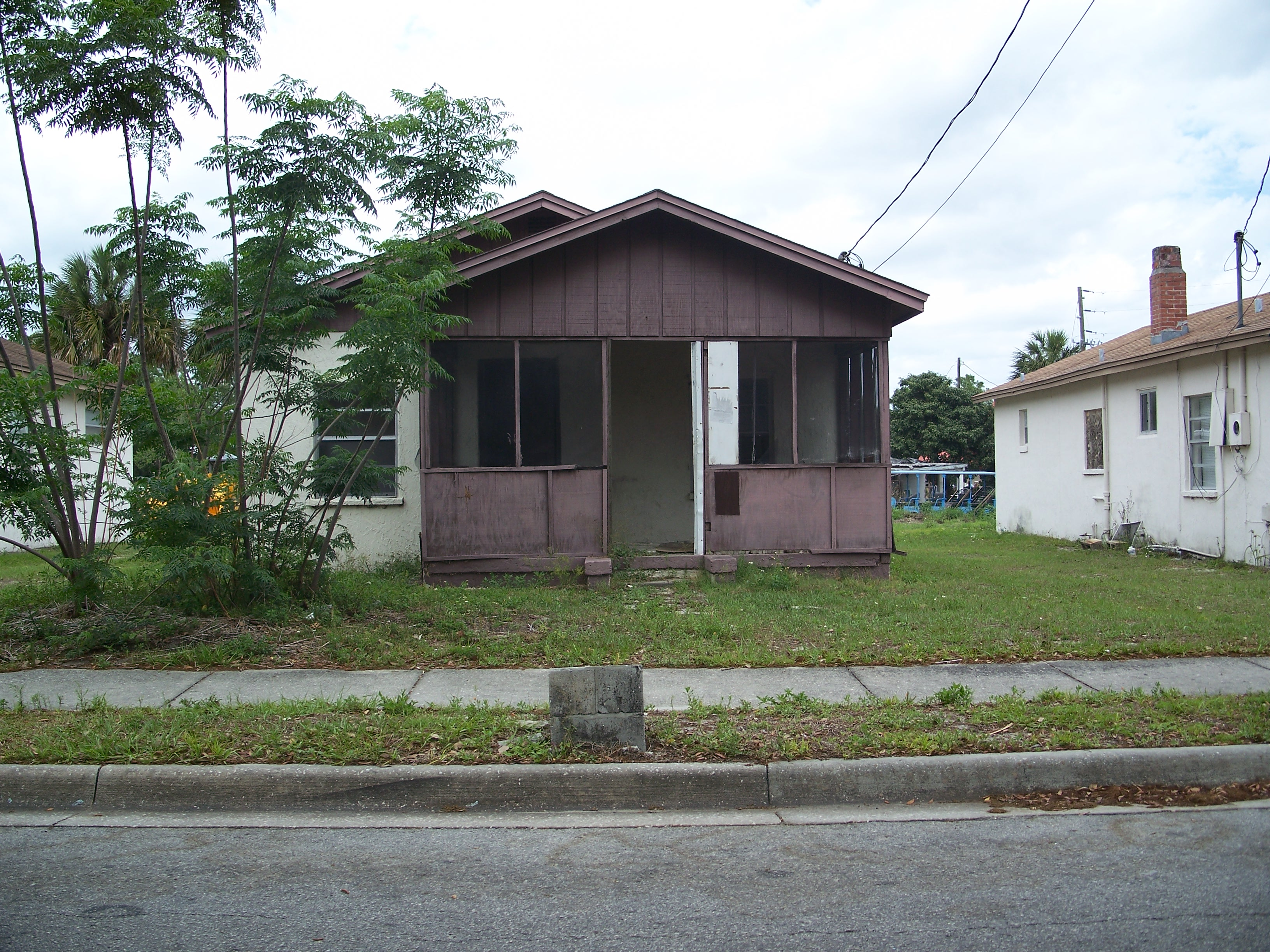
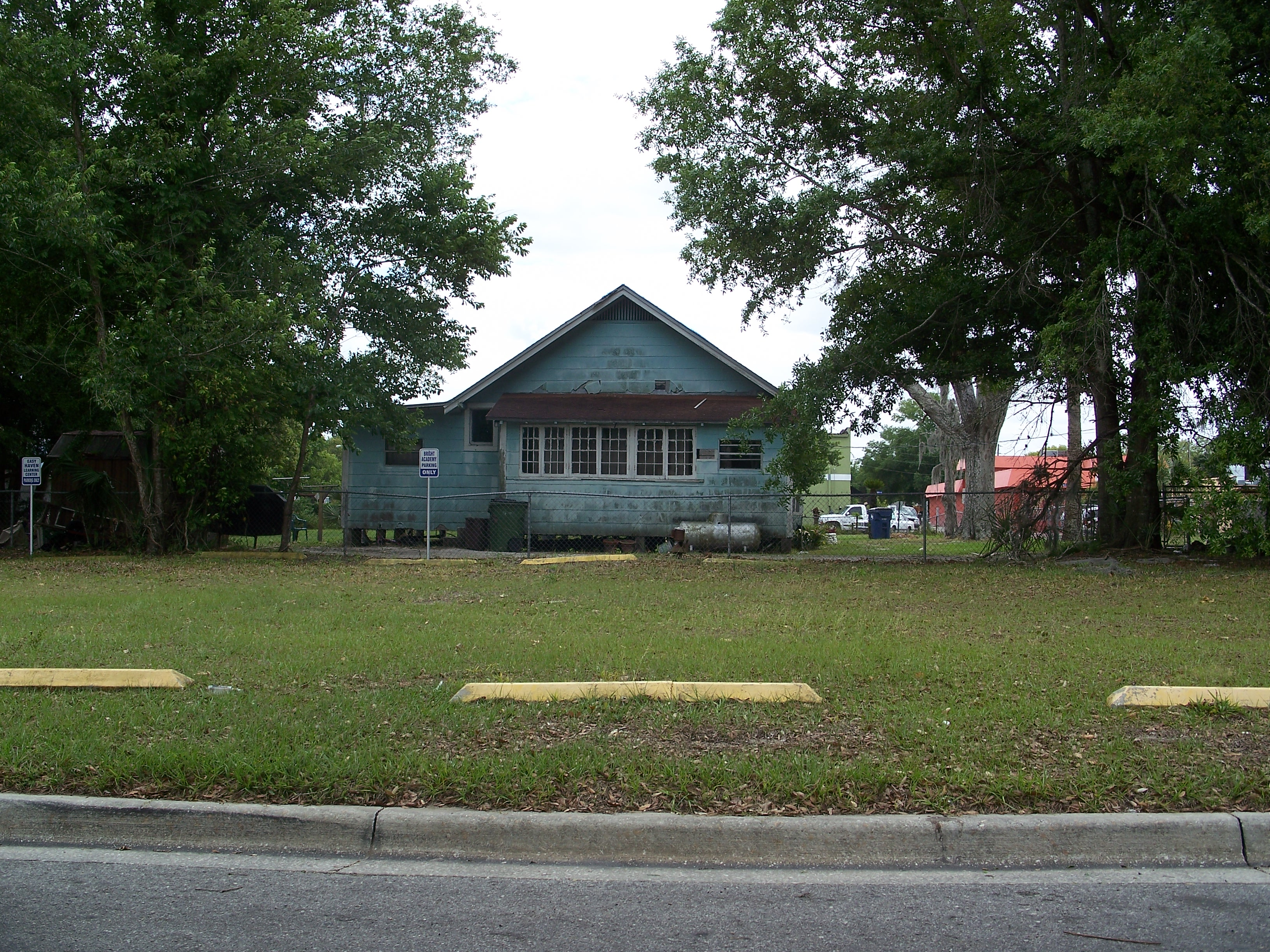
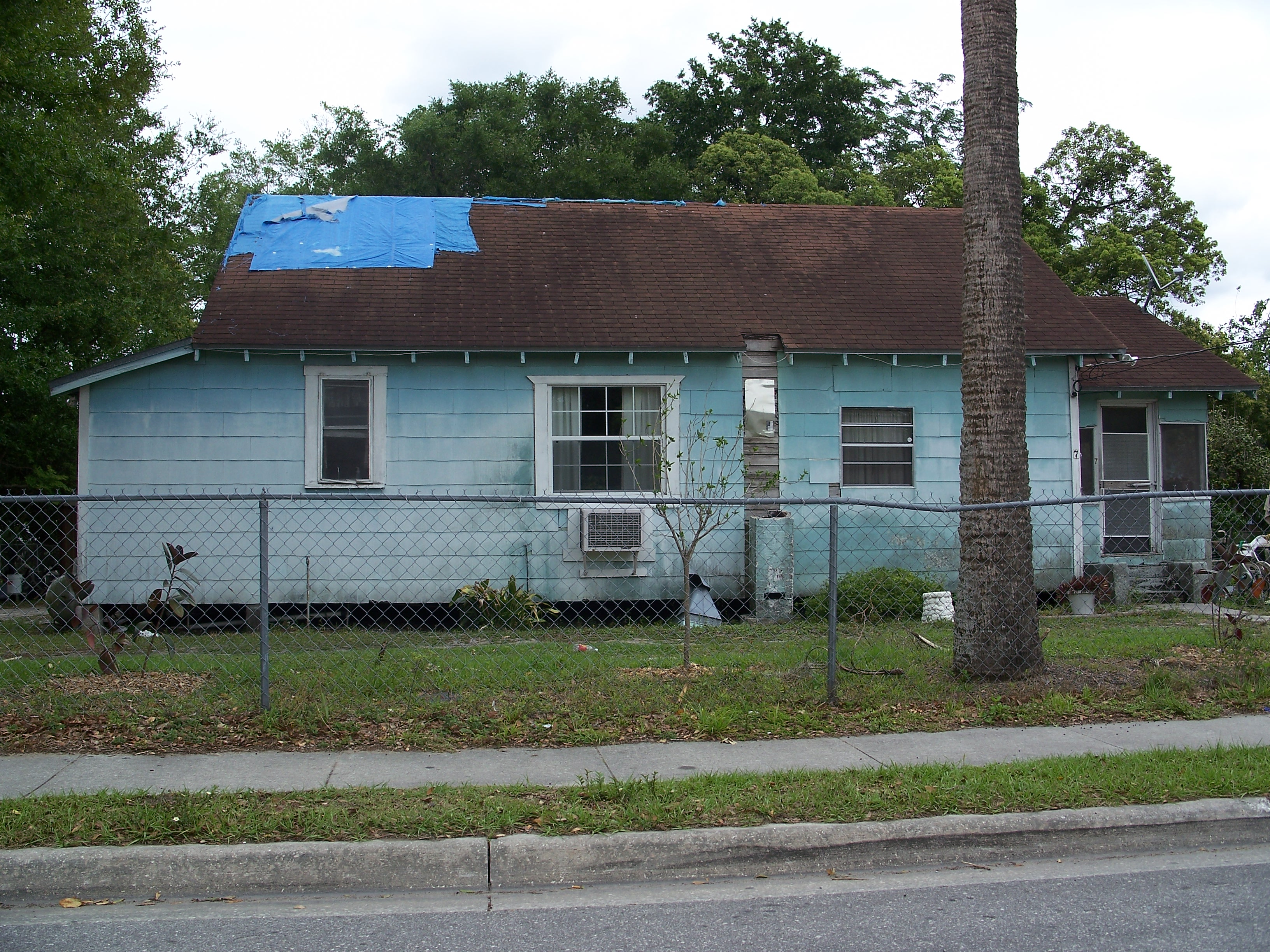
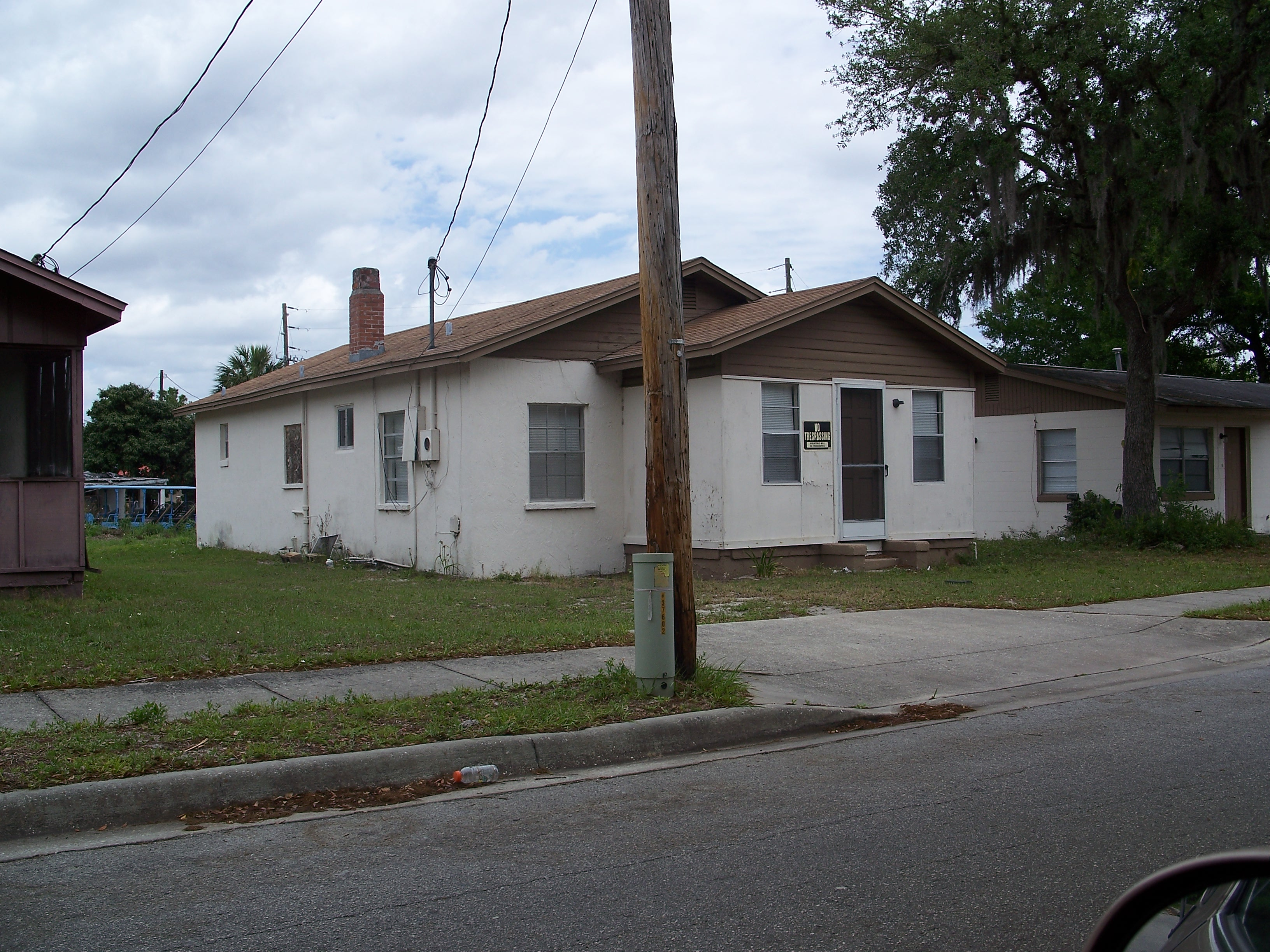